# Kennedy Meadows
Kennedy Meadows – jednostka osadnicza w Stanach Zjednoczonych, w stanie Kalifornia, w hrabstwie Tulare.